# Morgan megye (Kentucky)
Morgan megye az Amerikai Egyesült Államokban, azon belül Kentucky államban található. Megyeszékhelye és legnagyobb városa West Liberty. Lakosainak száma 13 726 fő (2020. április 1.). Morgan megye Elliott, Lawrence, Johnson, Magoffin, Wolfe, Menifee és Rowan megyékkel határos.

## Népesség
A megye népességének változása:
| Lakosok száma | 13 753 | 13 740 | 13 483 | 13 380 | 13 275 | 13 726 |
|               | 2010   | 2011   | 2012   | 2013   | 2015   | 2020   |